# Shout to the Top!
Shout to the Top is een nummer van de Britse band The Style Council. Het is de eerste single van hun tweede studioalbum Our Favourite Shop uit 1985. Daarnaast staat het ook op de soundtrack van de film Vision Quest. In oktober 1984 werd het nummer op single uitgebracht.

## Achtergrond
"Shout to the Top" werd geschreven en gecomponeerd door frontman Paul Weller. De plaat werd één van de grootste hits voor The Style Council en werd in een aantal landen een hit. In thuisland het Verenigd Koninkrijk bereikte de plaat de 4e positie in de UK Singles Chart. In Nieuw-Zeeland werd de 6e positie bereikt, Australië de 8e, Ierland de 10e en in Duitsland en Oostenrijk de 23e positie.
In Nederland werd de plaat op maandag 15 oktober 1984 door dj Frits Spits en producer-invaller Tom Blomberg in het radioprogramma De Avondspits verkozen tot de 319e NOS Steunplaat van de week op Hilversum 3 en werd een radiohit in de destijds drie landelijke hitlijsten op de nationale publieke popzender. De plaat bereikte de 36e positie in de Nationale Hitparade, de 26e positie in de Nederlandse Top 40 en piekte op de 23e positie in de TROS Top 50. In de Europese hitlijst op Hilversum 3, de TROS Europarade, werd géén notering behaald.
In België bereikte de plaat de 14e positie in de voorloper van de Vlaamse Ultratop 50 en piekte op de 11e positie in de Vlaamse Radio 2 Top 30. In Wallonië werd géén notering behaald. 